# کوکل
کوکل (به انگلیسی: Kokal) یک منطقهٔ مسکونی در پاکستان است که در خیبر پختونخوا واقع شده‌است.